# Maalot Tarshīhā
Maalot Tarshīhā är en ort i Israel.   Den ligger i distriktet Norra distriktet, i den norra delen av landet. Maalot Tarshīhā ligger 484 meter över havet och antalet invånare är 21 400.
Terrängen runt Maalot Tarshīhā är huvudsakligen kuperad, men den allra närmaste omgivningen är platt. Terrängen runt Maalot Tarshīhā sluttar västerut. Runt Maalot Tarshīhā är det ganska tätbefolkat, med 90 invånare per kvadratkilometer. Närmaste större samhälle är Nahariya, 16,0 km väster om Maalot Tarshīhā. Trakten runt Maalot Tarshīhā består till största delen av jordbruksmark.